# Karl Dompert
Karl Dompert (* 16. Januar 1923 in Heidenheim an der Brenz; † 2. Mai 2013) war ein deutscher Automobilkonstrukteur.

## Werdegang
Dompert war Chefkonstrukteur der Glas-Werke in Dingolfing und maßgeblich an der Konstruktion des Goggomobils beteiligt.
Nach der Übernahme 1967 durch BMW setzte er sich erfolgreich für die Weiterführung des Werks Dingolfing ein und war bis 1983 Werksleiter.

## Ehrungen
- Verdienstkreuz 1. Klasse der Bundesrepublik Deutschland
- Bayerischer Verdienstorden
- Ehrenbürger der Stadt Dingolfing